# Ronda 3 de 2010 da Superleague Fórmula
A Ronda 3 de 2010 da Superleague Fórmula foi a 3ª ronda da temporada de 2010 da Superleague Fórmula, realizada no fim-de-semana de 22 e 23 de Maio de 2010 no circuito de Nevers Magny-Cours, em Magny-Cours, França. Foi a segunda vez que o campeonato visitou este circuito, depois da 1ª ronda 2009.
Esta prova contou com duas equipas francesas, o Olympique Lyonnais e o GD Bordeaux. O clube holandês PSV Eindhoven falhou esta ronda, pois o seu piloto, Narain Karthikeyan teve compromissos no campeonato NASCAR Camping World Truck Series no mesmo fim-de-semana.
As provas de apoio incluíram a Fórmula Renault 2.0 West European Cup, e o Campeonato de GT Britânico.
As primeira e terceira corridas do fim-de-semana foram vencida pela A.C. Milan, com Yelmer Buurman ao volante. A segunda corrida foi vencida por Max Wissel, do FC Basel.

## Resultados[6]

### Qualificação
- Em cada grupo, os 4 primeiros qualificam-se para os quartos-de-final.

#### Grupo A
| Pos. | Clube              | Equipa de Automobilismo    | Piloto             | Tempo     |
| ---- | ------------------ | -------------------------- | ------------------ | --------- |
| 1    | R.S.C. Anderlecht  | Azerti Motorsport          | Davide Rigon       | 1:28.301  |
| 2    | FC Porto           | Reid Motorsport-Atech      | Álvaro Parente     | 1:28:525  |
| 3    | Beijing Guoan      | Alan Docking Racing        | John Martin        | 1:28.557  |
| 4    | Olympique Lyonnais | LRS Formula                | Sébastien Bourdais | 1:29.283  |
| 5    | Sporting CP        | Reid Motorsport-Atech      | Borja García       | 1:29.418  |
| 6    | Atlético de Madrid | Alpha Team                 | María de Villota   | 1:29.499  |
| 7    | A.S. Roma          | EmilioDeVillota Motorsport | Julien Jousse      | 1:36.656  |
| 8    | Sevilla FC         | EmilioDeVillota Motorsport | Marcos Martínez    | sem tempo |

#### Grupo B
| Pos. | Clube             | Equipa de Automobilismo | Piloto              | Tempo    |
| ---- | ----------------- | ----------------------- | ------------------- | -------- |
| 1    | Tottenham Hotspur | Alan Docking Racing     | Craig Dolby         | 1:26.969 |
| 2    | A.C. Milan        | Atech Grand Prix-Reid   | Yelmer Buurman      | 1:27.054 |
| 3    | Olympiacos CFP    | GU-Racing International | Chris van der Drift | 1:27.402 |
| 4    | FC Basel          | GU-Racing International | Max Wissel          | 1:27.441 |
| 5    | Liverpool FC      | Atech Grand Prix-Reid   | James Walker        | 1:27.725 |
| 6    | CR Flamengo       | Alpha Team              | Franck Perera       | 1:27.774 |
| 7    | GD Bordeaux       | Barazi-Epsilon          | Franck Montagny     | 1:28.117 |
| 8    | SC Corinthians    | Azerti Motorsport       | Robert Doornbos     | 1:28.433 |
| 9    | Galatasaray S.K.  | Barazi-Epsilon          | Tristan Gommendy    | 1:28.500 |

#### Eliminatórias
Erro Lua em Módulo:Team_bracket na linha 40: attempt to perform arithmetic on a nil value.

### Corrida 1

#### Grelha de Partida
| Pos. | Clube              | Equipa de Automobilismo    | Piloto              | Tempo     |
| ---- | ------------------ | -------------------------- | ------------------- | --------- |
| 1    | Tottenham Hotspur  | Alan Docking Racing        | Craig Dolby         | 1:26.969  |
| 2    | A.C. Milan         | Atech Grand Prix-Reid      | Yelmer Buurman      | 1:27.054  |
| 3    | FC Basel           | GU-Racing International    | Max Wissel          | 1:29.211  |
| 4    | Olympiacos CFP     | GU-Racing International    | Chris van der Drift | 1:28.559  |
| 5    | FC Porto           | Reid Motorsport-Atech      | Álvaro Parente      | 1:28.735  |
| 6    | Beijing Guoan      | Alan Docking Racing        | John Martin         | 1:28.325  |
| 7    | R.S.C. Anderlecht  | Azerti Motorsport          | Davide Rigon        | 1:27.907  |
| 8    | Olympique Lyonnais | LRS Formula                | Sébastien Bourdais  | 1:27.421  |
| 9    | Liverpool FC       | Atech Grand Prix-Reid      | James Walker        | 1:27.725  |
| 10   | Sporting CP        | Reid Motorsport-Atech      | Borja García        | 1:29.418  |
| 11   | CR Flamengo        | Alpha Team                 | Franck Perera       | 1:27.774  |
| 12   | Atlético de Madrid | Alpha Team                 | María de Villota    | 1:29.499  |
| 13   | GD Bordeaux        | Barazi-Epsilon             | Franck Montagny     | 1:28.117  |
| 14   | A.S. Roma          | EmilioDeVillota Motorsport | Julien Jousse       | 1:36.656  |
| 15   | SC Corinthians     | Azerti Motorsport          | Robert Doornbos     | 1:28.433  |
| 16   | Sevilla FC         | EmilioDeVillota Motorsport | Marcos Martínez     | sem tempo |
| 17   | Galatasaray S.K.   | Barazi-Epsilon             | Tristan Gommendy    | 1:28.500  |

| Cor | Observação                       |
| --- | -------------------------------- |
|     | Disputa pela pole                |
|     | Eliminados na semifinal          |
|     | Eliminados nos quartos-de-finais |
|     | Eliminados na 1ª fase            |

#### Classificação
| Pos                | Clube | Equipa de Automobilismo | Piloto | Tempo/Aband. | Voltas | Grelha de Partida | Pontos |
| ------------------ | ----- | ----------------------- | ------ | ------------ | ------ | ----------------- | ------ |
| 1                  |       |                         |        |              |        |                   |        |
| 2                  |       |                         |        |              |        |                   |        |
| 3                  |       |                         |        |              |        |                   |        |
| 4                  |       |                         |        |              |        |                   |        |
| 5                  |       |                         |        |              |        |                   |        |
| 6                  |       |                         |        |              |        |                   |        |
| 7                  |       |                         |        |              |        |                   |        |
| 8                  |       |                         |        |              |        |                   |        |
| 9                  |       |                         |        |              |        |                   |        |
| 10                 |       |                         |        |              |        |                   |        |
| 11                 |       |                         |        |              |        |                   |        |
| 12                 |       |                         |        |              |        |                   |        |
| 13                 |       |                         |        |              |        |                   |        |
| 14                 |       |                         |        |              |        |                   |        |
| 15                 |       |                         |        |              |        |                   |        |
| 16                 |       |                         |        |              |        |                   |        |
| 17                 |       |                         |        |              |        |                   |        |
| 18                 |       |                         |        |              |        |                   |        |
| Volta mais rápida: |       |                         |        |              |        |                   |        |

Nota: NC: Não começou a corrida; NA: Não acabou a corrida
| Cor | Observação                     |
| --- | ------------------------------ |
|     | Qualificados para a 3ª Corrida |

#### Corrida 2
| Pos                | Clube | Equipa de Automobilismo | Piloto | Tempo/Aband. | Voltas | Grelha de Partida | Pontos |
| ------------------ | ----- | ----------------------- | ------ | ------------ | ------ | ----------------- | ------ |
| 1                  |       |                         |        |              |        |                   |        |
| 2                  |       |                         |        |              |        |                   |        |
| 3                  |       |                         |        |              |        |                   |        |
| 4                  |       |                         |        |              |        |                   |        |
| 5                  |       |                         |        |              |        |                   |        |
| 6                  |       |                         |        |              |        |                   |        |
| 7                  |       |                         |        |              |        |                   |        |
| 8                  |       |                         |        |              |        |                   |        |
| 9                  |       |                         |        |              |        |                   |        |
| 10                 |       |                         |        |              |        |                   |        |
| 11                 |       |                         |        |              |        |                   |        |
| 12                 |       |                         |        |              |        |                   |        |
| 13                 |       |                         |        |              |        |                   |        |
| 14                 |       |                         |        |              |        |                   |        |
| 15                 |       |                         |        |              |        |                   |        |
| 16                 |       |                         |        |              |        |                   |        |
| 17                 |       |                         |        |              |        |                   |        |
| 18                 |       |                         |        |              |        |                   |        |
| Volta mais rápida: |       |                         |        |              |        |                   |        |

Nota: NC: Não começou a corrida; NA: Não acabou a corrida
| Cor | Observação                     |
| --- | ------------------------------ |
|     | Qualificados para a 3ª Corrida |

#### Corrida 3
| Pos                | Clube | Equipa de Automobilismo | Piloto | Tempo/Aband. | Voltas | Grelha de Partida | Pontos |
| ------------------ | ----- | ----------------------- | ------ | ------------ | ------ | ----------------- | ------ |
| 1                  |       |                         |        |              |        |                   |        |
| 2                  |       |                         |        |              |        |                   |        |
| 3                  |       |                         |        |              |        |                   |        |
| 4                  |       |                         |        |              |        |                   |        |
| 5                  |       |                         |        |              |        |                   |        |
| 6                  |       |                         |        |              |        |                   |        |
| Volta mais rápida: |       |                         |        |              |        |                   |        |

Nota: NC: Não começou a corrida; NA: Não acabou a corrida

## Tabela do campeonato após a corrida
Nota: Só as cinco primeiras posições estão incluídas na tabela.
| Pos | Var     | Clube             | Equipa de Automobilismo | Pontos |
| --- | ------- | ----------------- | ----------------------- | ------ |
| 1   | Estável | Tottenham Hotspur | Alan Docking Racing     | 250    |
| 2   | Aumento | A.C. Milan        | Atech Grand Prix/Reid   | 196    |
| 3   | Aumento | R.S.C. Anderlecht | Azerti Motorsport       | 183    |
| 4   | Baixa   | FC Basel 1893     | GU-Racing International | 174    |
| 5   | Aumento | Olympiacos CFP    | GU-Racing International | 151    |